# Elecció parcial d'Ikaroa-Rāwhiti de 2013
L'elecció parcial d'Ikaroa-Rāwhiti de 2013 va tenir lloc el 29 de juny de 2013 a la circumscripció electoral d'Ikaroa-Rāwhiti, una de set circumscripcions electorals maoris de la Cambra de Representants de Nova Zelanda. La necessitat d'aquesta elecció parcial fou la vacança causada per la mort del diputat d'Ikaroa-Rāwhiti des de 1999 Parekura Horomia al morir-se el 29 d'abril.
Meka Whaitiri del Partit Laborista fou declarada la guanyadora de l'elecció parcial al rebre el 41,52% del vot total. Hi va haver una participació electoral molt baixa, de tan sols el 31,80% de l'electorat total de 33.079 persones.

## Vacança
El diputat d'Ikaroa-Rāwhiti des de les eleccions de 1999 Parekura Horomia va morir el 29 d'abril de 2013. Degut al sistema electoral neozelandès de representació proporcional mixta i aquesta vacança, la necessitat d'una elecció parcial per a reemplaçar a Horomia va sorgir per a poder representar democràticament a l'electorat de la circumscripció per la resta del termini de la cinquantena legislatura —fins a les eleccions de 2014. El 29 de maig el Governador General Jerry Mateparae anuncià oficialment que l'elecció parcial tindria lloc el 29 de juny.

## Circumscripció
Ikaroa-Rāwhiti és una de les set circumscripcions electorals maoris de la Cambra de Representants de Nova Zelanda, d'un total de setanta circumscripcions electorals neozelandeses. La circumscripció s'estén per les regions (de nord a sud) de Gisborne, Hawke's Bay i l'est de Wellington; s'estén pels municipis de Ruatoria, Tolaga Bay, Gisborne, Wairoa, Napier, Hastings, Masterton, Upper Hutt i Wainuiomata.
És considerat una circumscripció Laborista per alguns comentaristes polítics. Tot i que d'altres opinen que l'electorat d'Ikaroa-Rāwhiti tan sols votava Laborista pel carismàtic Horomia i no pas pel fet que Horomia era Laborista. En les eleccions de 2011 el Partit Laborista guanyà amb el 60,7% del vot.
El maig de 2013 hi havia un total de 33.079 persones registrades electoralment a la circumscripció, dels quals un 25,8% eren menors de 30 anys i un 46,7% eren menors de 40.
En les eleccions de 2011 en la circumscripció hi va haver una participació electoral del 55,4%. En les eleccions de 2005 va ser del 67,4% i en les eleccions de 2002 del 57,2%.

## Candidats
La Comissió Electoral anuncià el 5 de juny la llista oficial dels candidats en l'elecció parcial.
|  | Candidat        | Partit      | Notes                                             |
|  | --------------- | ----------- | ------------------------------------------------- |
|  | Michael Appleby | Cànnabis    | Líder del partit i advocat.                       |
|  | Marama Davidson | Verd        | Ambientalista i activista pels drets humans.      |
|  | Adam Holland    | Independent | Candidat independent.                             |
|  | Te Hāmua Nikora | Mana        | Presentador de televisió i nebot de Horomia.      |
|  | Na Raihania     | Maori       | Sindicalista i candidat en les eleccions de 2011. |
|  | Maurice Wairau  | Independent | Candidat en les eleccions de 2011.                |
|  | Meka Whaitiri   | Laborista   | Directora de l'iwi Ngāti Kahungunu.               |

## Resultat
El resultat preliminar fou anunciat el 29 de juny: a les 19:30 hores fou anunciat el resultat dels vots en avançat i a les 22:00 els resultats totals. El resultat oficial, el qual inclou vots des de l'estranger, fou anunciat el 10 de juliol.
|              | Laborista                                     | Meka Whaitiri   | 4.368  | 41,52 | -19,19 |
|              | Mana                                          | Te Hāmua Nikora | 2.607  | 24,78 | +10,50 |
|              | Maori                                         | Na Raihania     | 2.104  | 20,00 | -3,10  |
|              | Verd                                          | Marama Davidson | 1.188  | 11,29 | +11,29 |
|              | Cànnabis                                      | Michael Appleby | 161    | 1,53  | +1,53  |
|              | Independent                                   | Maurice Wairau  | 27     | 0,26  | -1,65  |
|              | Independent                                   | Adam Holland    | 13     | 0,12  | +0,12  |
| Vots nuls    | Vots nuls                                     | Vots nuls       | 51     | 0,48  | -2,09  |
| Participació | Participació                                  | Participació    | 10.519 | 31,80 | -26,96 |
| Majoria      | Majoria                                       | Majoria         | 1.761  | 16,78 | -20,83 |
|              | Circumscripció defensada pel Partit Laborista |                 |        |       |        |

### Resultat per regió i districte
Whaitiri guanyà amb una pluralitat en tots els districtes i regions. El seu percentatge de vot més gran fou a Carterton on captà el 59,57% del vot i el més baix fou a Gisborne on captà el 36,59%. En la següent taula es mostra el percentatge del vot rebut per cada candidat en cada regió (en negreta) i districte de la circumscripció de nord a sud.
| Regions i districtes  | Appleby | Davidson | Holland | Nikora | Raihania | Wairau | Whaitiri |
| --------------------- | ------- | -------- | ------- | ------ | -------- | ------ | -------- |
| Gisborne              | 1,85    | 15,99    | 0,03    | 28,87  | 16,49    | 0,17   | 36,59    |
| Hawke's Bay           | 1,38    | 10,04    | 0,22    | 18,93  | 23,44    | 0,22   | 45,78    |
| → Wairoa              | 1,37    | 7,79     | 0,15    | 17,25  | 22,14    | 0,31   | 50,99    |
| → Hastings            | 1,36    | 7,74     | 0,12    | 22,70  | 27,60    | 0,41   | 40,07    |
| → Napier              | 1,12    | 10,87    | 0,17    | 19,93  | 22,35    | 0,17   | 45,38    |
| → Central Hawke's Bay | 1,67    | 13,75    | 0,42    | 15,83  | 21,67    | 0,00   | 46,67    |
| Manawatu-Wanganui     | 2,33    | 12,06    | 0,39    | 11,67  | 18,29    | 0,39   | 54,86    |
| Wellington            | 1,72    | 12,56    | 0,22    | 18,26  | 19,20    | 0,16   | 47,89    |
| → Masterton           | 2,94    | 8,82     | 0,33    | 17,32  | 28,10    | 0,65   | 41,83    |
| → Carterton           | 2,13    | 6,38     | 0,00    | 14,89  | 17,02    | 0,00   | 59,57    |
| → South Wairarapa     | 0,00    | 22,68    | 0,00    | 9,28   | 16,49    | 0,00   | 51,55    |
| → Upper Hutt          | 2,61    | 13,07    | 0,65    | 22,88  | 18,63    | 0,00   | 42,16    |
| → Lower Hutt          | 0,91    | 11,83    | 0,13    | 26,92  | 15,73    | 0,13   | 44,34    |